# Pierre Pflimlin
Pour les articles homonymes, voir Pflimlin.
Pierre Pflimlin, né le 5 février 1907 à Roubaix et mort le 27 juin 2000 à Strasbourg, est un avocat et homme d'État français, personnalité de la IVe République.
Il devient une figure de la démocratie chrétienne après la Seconde Guerre mondiale. Député du Bas-Rhin à partir de 1945, cet Alsacien est nommé plusieurs fois ministre, chargé de portefeuilles aussi importants que l'Agriculture, la France d'outre-mer, les Finances et les Affaires économiques.
Désigné président du Conseil le 14 mai 1958 dans le contexte de la guerre d'Algérie et de la crise de la IVe République finissante, il préconise une politique libérale vis-à-vis de l'Algérie française et prône une réforme profonde de l'État, mais face à l'intensité de la crise causée par le problème algérien et redoublée par le putsch d'Alger, il cède le pouvoir au général de Gaulle quelques jours seulement après son investiture. Il reste député, jusqu'en 1967, et devient, à partir de 1959, maire de Strasbourg, poste qu'il occupe jusqu'en 1983. 
Nommé ministre d'État chargé de la Coopération en avril 1962, il démissionne un mois plus tard pour s'opposer à la politique européenne du général de Gaulle, qu'il juge trop éloignée de ses propres convictions europhiles. 
Député européen à partir de 1979, il exerce sa dernière fonction d'envergure en devenant président du Parlement européen, entre 1984 et 1987. Il met un terme à sa carrière politique en 1989.

## Biographie

### Jeunesse et études
Pierre Pflimlin est issu d'une famille alsacienne catholique. Il est le fils de Jules Pflimlin (1875-1937) et de Léonie Schwartz. Son père, Jules, travaille depuis 1893 pour l'entreprise textile Charles Mieg et Cie, de Mulhouse. Ce dernier effectue un stage dans le Nord à partir de 1903, à Roubaix. C'est pourquoi Pierre Pflimlin est né dans cette localité. Il revient jeune enfant, en Alsace, où son père dirige la filature de coton de la société Charles Mieg et Cie à partir de 1912. L'un de ses oncles paternels est un clerc, à Colmar, l'autre est médecin. 
Il fait ses études au lycée de Mulhouse. Après l'obtention de son baccalauréat, il étudie à l'Institut catholique de Paris et enfin à l'université de Strasbourg. Diplômé en droit et en sciences politiques, docteur en droit en 1932, il devient avocat en 1933 au barreau de Strasbourg.
Il s'intéresse à l'économie. Sa thèse porte sur « L'industrie de Mulhouse : étude historique de ses moyens de production et de ses chefs » (1932). Il participe à des études économiques, notamment avec l'universitaire Henry Laufenburger, professeur à l'Université de Strasbourg. Il s'intéresse avec lui à l'économie dirigée nazie, collaborant en 1938 à son étude, La nouvelle structure économique du Reich. Groupes, cartels et politique des prix (Paris, Paul Hartmann). Un de ses articles publié dans la presse en 1937 porte sur le plan de quatre ans allemand, à la suite d'un voyage d'études en Allemagne ; il  souligne que la politique autarcique menée par les nazis « transforme l'Allemagne en une forteresse prête à soutenir un siège...ou à servir de base d'attaque ».
Son père meurt en 1937, à 63 ans ; il était alors directeur de filature, président du comité de direction des Caisses de malades d'entreprises et d'une clinique dentaire. Un autre de ses fils, Georges, est chirurgien-dentiste.
Il épouse en novembre 1939 Marie-Odile Heinrich, née à Strasbourg en 1912, fille d'un directeur d'école.

### Des débuts politiques à l'extrême droite
Après avoir sympathisé avec les idées nationalistes de l'Action française,, il milite aux Jeunesses patriotes à la fin des années 1920, lorsqu'il est étudiant à Strasbourg,,,. Il milite ensuite dans une petite organisation fondée à Strasbourg en 1933, La Force Nouvelle (die Neue Front). Il prend part en mai 1934 à Sarreguemines, en Moselle, à une réunion de la section locale de ce mouvement, aux côtés des dirigeants lorrains de la Solidarité française et représente son mouvement lors d'une réunion du comité de liaison du Front national, à Paris, le mois suivant. Il est aussi l'avocat de Joseph Bilger et de son Bauernbund en 1937, et est membre d'un Comité de coordination des mouvements anti-marxistes, auquel appartiennent le Bauernbund ou les royalistes alsaciens. 
Il milite également à l'Action populaire nationale d'Alsace, un mouvement dissident de l'Union populaire républicaine, le grand parti catholique alsacien. Il participe en 1939 à la 3e Semaine sociale d'Alsace, à Colmar, discourant sur « les difficultés économiques et sociales que rencontre l'idéal familial chrétien ».

### Sous l'Occupation
Il travailla au secrétariat général de la jeunesse, à Vichy, en 1941, comme chef de bureau, puis fut nommé juge d'instruction à Thonon-les-Bains (de 1941 à 1944), et substitut du procureur de la République à Metz (en 1944). 
À la Libération, le ministre de la justice François de Menthon le nomme en avril 1945 commissaire du gouvernement adjoint près la section départementale de la Moselle dépendant de la Cour de justice de Colmar, chargée de l'épuration.

### Homme-clef de laIVeRépublique

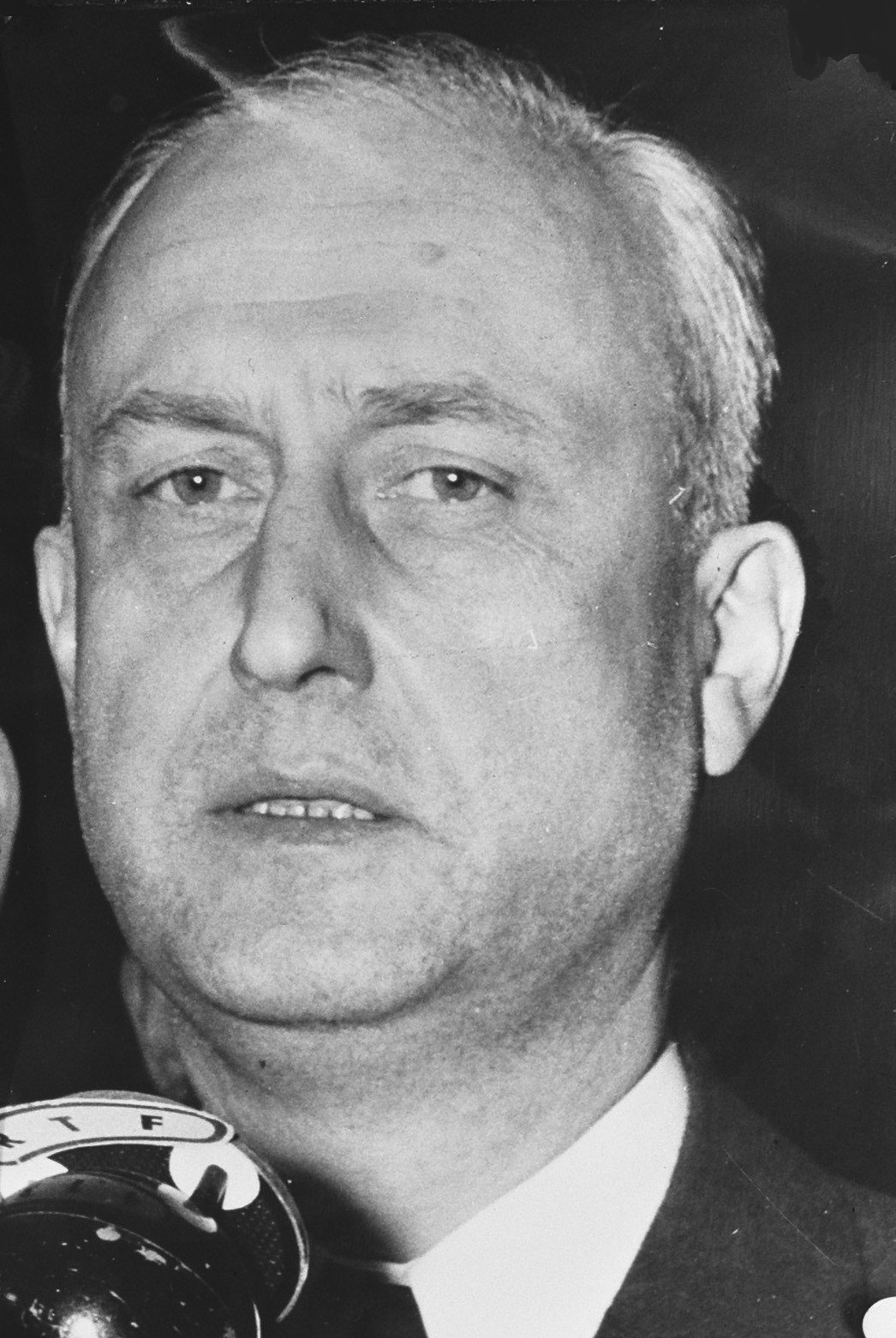
Pierre Pflimlin durant la crise de mai 1958.

Il adhère au Mouvement républicain populaire (MRP), parti démocrate-chrétien, dès sa création en 1945 et en devient une figure importante, d'abord en Alsace puis à l'échelle nationale, alors qu'il a suivi un itinéraire politique différent de celui des autres personnalités du MRP. Il occupe la présidence de ce parti de 1956 à 1959. 
Il est tout d'abord élu conseiller municipal de Strasbourg en septembre 1945 puis il est élu député dès le mois suivant sur une liste du MRP, aux côtés d'anciens parlementaires de la IIIe République (Henri Meck, Alfred Oberkirch, anciens députés, Joseph Sigrist, ancien sénateur) et d'Albert Schmitt, secrétaire départemental du MRP.
De 1946 au tout début de 1953, il appartient aux treize gouvernements qui se succèdent au pouvoir. Ses premières fonctions ministérielles sont celles de sous-secrétaire d'État au ministère de la Santé publique et de la Population (en 1946), puis de sous-secrétaire d'État à l'Économie nationale. Il est ensuite ministre de l'Agriculture dans huit gouvernements entre 1947 et 1951. En 1950, il se fait le promoteur sans succès d'un plan pour une organisation agricole européenne (« Pool vert »). Il occupe d'autres portefeuilles ministériels entre 1951 et 1953 (commerce, Europe, France d'outremer). 
Après la chute du gouvernement Pierre Mendès France, il tente vainement, en février 1955, de former un gouvernement. Quelques jours plus tard, il est ministre des finances et des affaires économiques dans le cabinet dirigé par Edgar Faure, fonctions qu'il exerce à nouveau dans le cabinet Félix Gaillard (1957-1958).
Il est l'avant-dernier président du Conseil de la Quatrième République. Il est investi par l'Assemblée le 14 mai 1958 alors qu'un Comité de salut public composé de civils et de militaires, présidé par le général Massu, s'est constitué le 13 mai dans la soirée à Alger. Il est contraint à la démission deux semaines plus tard pour faciliter l'arrivée au pouvoir du général de Gaulle, puis il a dans le gouvernement dirigé par ce dernier le titre de ministre d'État sans portefeuille, à l'instar d'autres personnalités de la IVe République (1er juin 1958-8 janvier 1959).

### Sous laVeRépublique
Il revient au gouvernement lors de la nomination de Georges Pompidou, comme ministre d'État, ministre de la Coopération, le 15 avril 1962, mais il démissionne prématurément au bout d'un mois avec les quatre autres ministres issus du MRP, en raison de graves désaccords avec le général de Gaulle au sujet de la construction européenne, à la suite d'une conférence de presse de ce dernier hostile à l'intégration européenne et moquant les partisans d'une communauté supranationale avec sa référence au « volapük intégré », en sa présence,. 
Il demeure député jusqu'en 1967 ; il annonce son désir de ne pas briguer un nouveau mandat en 1966, affirmant sa volonté de consacrer son activité politique « au combat pour la construction d'une Europe politique et la réconciliation franco-allemande » et se montrant partisan ni d'un soutien inconditionnel au général de Gaulle, ni d'une opposition systématique à sa politique,. Il fait partie des centristes qui ne sont pas prêts à tout pour en finir avec le gaullisme.
Il passe pour avoir été le premier maire catholique de Strasbourg de mars 1959 à mars 1983. En fait il fut, semble-t-il, le premier maire faisant profession de catholicisme. Il y avait eu avant lui Charles Hueber (1929-1935), baptisé catholique mais qui, passé au communisme, encourageait les ouvriers à sortir de l'Église. Il se montre attaché au maintien du siège du Parlement européen dans cette ville.
Après la démission du général de Gaulle et l'élection à la présidence de la République de Georges Pompidou, dans le contexte de l'entrée au gouvernement de Jacques Duhamel en 1969, il apporte son appui à la majorité présidentielle, ralliant le Centre démocratie et progrès (CDP),, dont il est membre du conseil politique. Il rejoint ensuite le Centre des démocrates sociaux (CDS), fusion en 1976 des deux partis centristes, le CDP et le Centre démocrate de Jean Lecanuet ; il est membre de son comité directeur.
Ce parti l'investit pour figurer sur la liste Union pour la démocratie française (UDF) menée par Simone Veil pour la toute première élection au suffrage universel direct du Parlement européen, en 1979. Il est élu député européen au Parlement de la Communauté économique européenne (CEE) dont le siège est à Strasbourg, et réélu en 1984. Vice-président depuis 1979, cet ancien membre des assemblées européennes de 1959 à 1967 et ancien président de l'Assemblée consultative du Conseil de l'Europe est élu à 77 ans Président du Parlement européen en juillet 1984, au second tour de scrutin,, et occupe cette fonction jusqu'en janvier 1987. Durant son mandat de deux ans et demi, il contribue à renforcer le pouvoir législatif de ce parlement.
Il se retire de la vie politique à la fin de son mandat de député européen, en 1989. Il publie en 1991 ses Mémoires d'un Européen (Fayard).
Pierre Pflimlin et son épouse Marie-Odile, décédée en 1985, sont inhumés au cimetière Saint-Gall de Strasbourg. Il est le père d’Étienne Pflimlin ancien président du Crédit mutuel, d’Odile, professeur agrégée d’allemand, et d'Antoinette, comédienne.

## Autres mandats électifs
- Élu dans les deux assemblées constituantes de 1945 et 1946
- Conseiller général du Bas-Rhin (1951-1970) : canton de Haguenau
- Conseiller général du Bas-Rhin (1971-1976) : canton de Strasbourg-Est
- Président du Conseil général du Bas-Rhin (1951-1960)
- Président du conseil de la Communauté urbaine de Strasbourg (1967-1983)
- Maire de Strasbourg (1959-1983)

## Mandats européens
- Représentant de la France à l'Assemblée du Conseil de l'Europe et du Parlement européen (1959-1967)
- Président de l'Assemblée consultative du Conseil de l'Europe (1963-1966)
- Député européen (1979-1989)
- Président du Parlement européen du 24 juillet 1984 au 20 janvier 1987 (demi-mandat, comme il est d'usage depuis la première élection du Parlement européen au suffrage universel en 1979).

## Autres fonctions
- Administrateur (1946) puis président (1970) du Port autonome de Strasbourg
- Président de l’Avant-garde du Rhin de 1953 à 1960 et membre du comité directeur de la FSF[40].
- Président de la Compagnie générale pour la navigation sur le Rhin (1965)[41]
- Président du Comité d'études et d'action pour l'économie alsacienne (à partir de 1950)
- Président de la Société d'aménagement et d'équipement de la région de Strasbourg (1959)
- Président du Consortium international de la navigation rhénane (à partir de 1971)[42]
- Administrateur de la Société d'études et de l'Association Mer du Nord-Méditerranée
- Président (1965-70) puis président d'honneur (1970) de la Commission de développement économique régional d'Alsace (CODER)

## Fonctions gouvernementales
| Début             | Fin               | Portefeuille                                                  | Gouvernement  |
| ----------------- | ----------------- | ------------------------------------------------------------- | ------------- |
| 6 février 1946    | 24 juin 1946      | Sous-secrétaire d'État à la Santé publique et à la Population | Gouin         |
| 24 juin 1946      | 28 novembre 1946  | Sous-secrétaire d'État à l'Économie nationale                 | Bidault I     |
| 24 novembre 1947  | 26 juillet 1948   | Ministre de l'Agriculture                                     | Schuman I     |
| 26 juillet 1948   | 5 septembre 1948  | Ministre de l'Agriculture                                     | Marie         |
| 5 septembre 1948  | 11 septembre 1948 | Ministre de l'Agriculture                                     | Schuman II    |
| 11 septembre 1948 | 29 octobre 1949   | Ministre de l'Agriculture                                     | Queuille I    |
| 29 octobre 1949   | 2 décembre 1949   | Ministre de l'Agriculture                                     | Bidault II    |
| 3 juillet 1950    | 12 juillet 1950   | Ministre de l'Agriculture                                     | Queuille II   |
| 12 juillet 1950   | 10 mars 1951      | Ministre de l'Agriculture                                     | Pleven I      |
| 10 mars 1951      | 11 août 1951      | Ministre de l'Agriculture                                     | Queuille III  |
| 11 août 1951      | 20 janvier 1952   | Ministre du Commerce et des Relations économiques extérieures | Pleven II     |
| 20 janvier 1952   | 8 mars 1952       | Ministre d'État chargé du Conseil de l'Europe                 | Faure I       |
| 8 mars 1952       | 8 janvier 1953    | Ministre de la France d'outre-mer                             | Pinay         |
| 23 mars 1955      | 1er février 1956  | Ministre des Finances et des Affaires économiques             | Faure II      |
| 6 novembre 1957   | 13 mai 1958       | Ministre des Finances, des Affaires économiques et du Plan    | Gaillard      |
| 14 mai 1958       | 1er juin 1958     | Président du Conseil des ministres                            | Pflimlin      |
| 1er juin 1958     | 8 janvier 1959    | Ministre d'État                                               | de Gaulle III |
| 15 avril 1962     | 15 mai 1962       | Ministre d'État chargé de la Coopération                      | Pompidou I    |

## Décorations
- Commandeur de l'ordre du Mérite de la République fédérale d'Allemagne ( Allemagne)
- Médaille de l'ordre du Mérite de Bade-Wurtemberg ( Allemagne)
- Croix de guerre 1939-1945 ( France)
- Grand-croix de l'ordre de Pie IX ( Vatican)
- Grand-croix de l'Ordre de la Couronne de chêne ( Luxembourg) (Promotion 1960)[43]

## Distinctions
- Prix Robert Schuman de la Fondation Alfred Toepfer
- Ehrenbürger Citoyen d’honneur de la ville de Stuttgart (1982)

## Œuvres
- Henry Laufenburger, Pierre Pflimlin (1938) : La nouvelle structure économique du Reich. Groupes, cartels et politique des prix, Paris, Paul Hartmann, 1938 (Centre d'études de politique étrangère, Section d'information, publication no 12), 105 p.
- 1977 : Le cheminement de l'idée européenne, Conférence Fribourg, Éditions universitaires, 28 p.
- 1991 : Mémoires d'un Européen de la IVe à la Ve République, Paris, Fayard, 391 p.
- 1995 : Frieden - das ist der Europa-Idee gutzuschreiben : eine Geschichtsstunde mit Pierre Pflimlin, rédaction par Hanns-Georg Helwerth, Landesbildstelle Württemberg, Stuttgart, 1 Videokassette (VHS, 53 min), farbig und s/w (en all.; Paix et Europe).

## Hommages

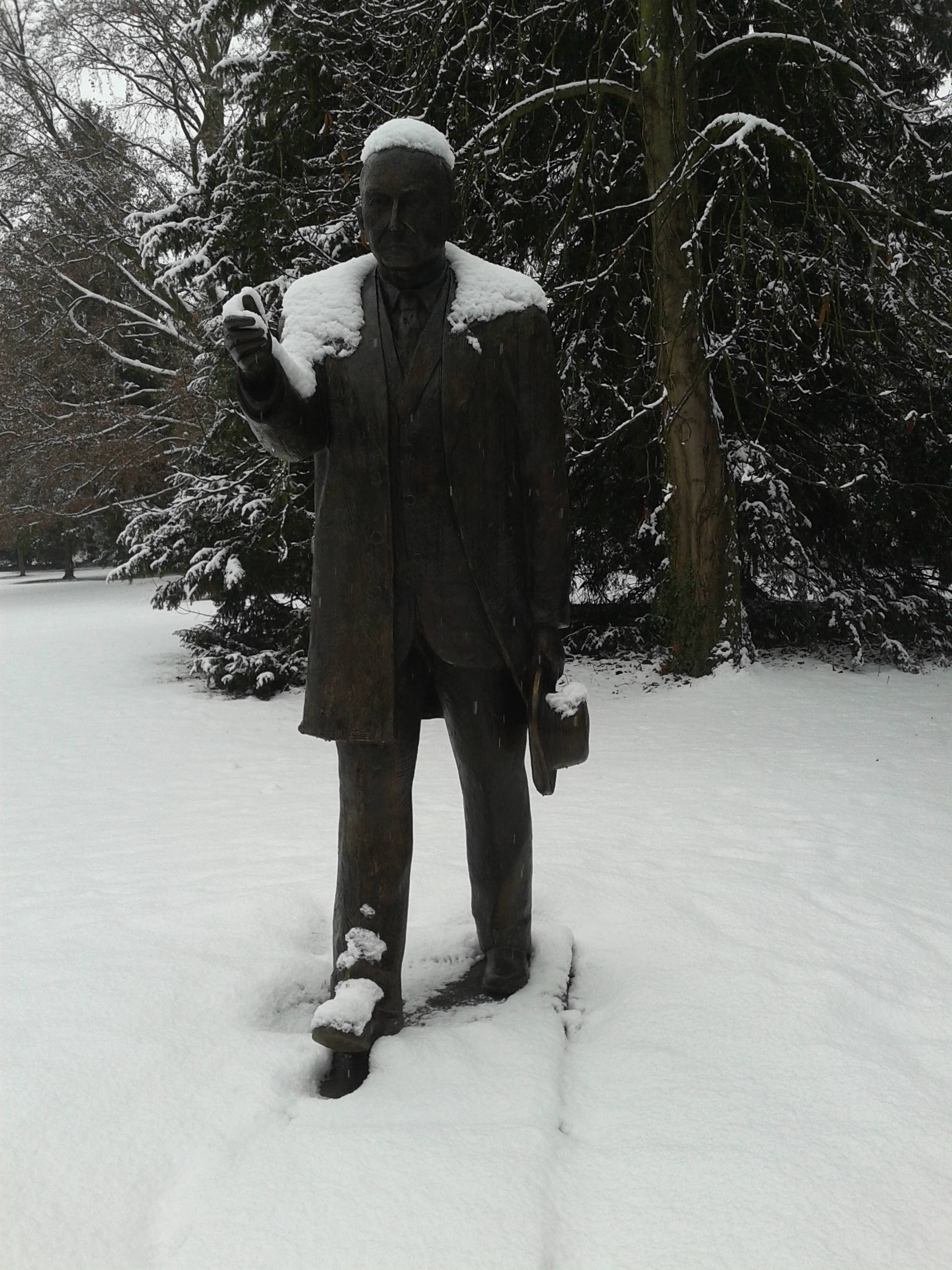
Statue située dans le parc de l'Orangerie, face au palais de l'Europe, à Strasbourg.

- Un pont routier, mis en service en 2002 et franchissant le Rhin au sud de Strasbourg, porte son nom.
- Un boulevard, aménagé en 2007 dans le quartier du Wacken à Strasbourg, porte son nom.
- Plusieurs établissements scolaires alsaciens portent son nom : un collège de Brunstatt, dans le Haut-Rhin, ainsi que 3 écoles élémentaires dans le Bas-Rhin (à Brumath, à Marlenheim et à Vendenheim).
- Citoyen d'honneur de la ville de Stuttgart depuis 1982. Une petite place proche du centre-ville y porte son nom.
- Président d’honneur de l’Avant-garde du Rhin.
- Par décision du Conseil municipal de la ville de Strasbourg, le palais de la musique et des congrès porte désormais le nom de PMC-Pierre Pflimlin.
- Une statue monumentale a été inaugurée le 7 juillet 2007 dans le parc de l'Orangerie à Strasbourg.
- Un timbre, à valeur faciale de 0,60 €, a été édité le 7 juillet 2007 par La Poste à l'occasion du centenaire de sa naissance.
- À la suite d'une décision du Bureau du Parlement européen du 18 juin 2007, le bâtiment strasbourgeois du Parlement européen nommé anciennement « IPE 3 » s'appelle depuis le 9 juillet 2007 « Bâtiment Pierre Pflimlin ».
- Une grande salle de réunion du Foyer de l'étudiant catholique (FEC) de Strasbourg porte son nom.